# Concentratiekampsyndroom
Het postconcentratiekampsyndroom of concentratiekampsyndroom, ook wel afgekort als KZ-syndroom, (van KZ, Duits, de afkorting voor Konzentrationslager) is een aanduiding voor het lichamelijk en psychisch lijden van overlevenden van concentratiekampen, en wordt daarom ook wel het overlevendensyndroom (survivor syndrome) genoemd. De symptomen van een concentratiekampsyndroom bleken later ook op te treden na andere zeer ernstige traumatische ervaringen, zoals seksueel geweld, natuurrampen, vliegrampen etc. Daarom werd het syndroom opgenomen in de meer algemene posttraumatische stressstoornis. Deze stoornis werd in 1980 opgenomen in de DSM.

## Geschiedenis
Voor 1940 was er weinig aandacht voor de psychische gevolgen van een oorlog, die pas later optreden.
Na de Tweede Wereldoorlog bleek dat overlevenden van de Duitse concentratiekampen en van de Japanse interneringskampen overeenkomstige psychische klachten hadden, zoals verminderde betrokkenheid op de omgeving, verlies aan interesse, onverschilligheid en pessimisme. Ook anderen die blootgesteld waren aan zware oorlogsstress bleken dit soort symptomen te vertonen, zoals Duitse krijgsgevangenen die dwangarbeider waren in de Russische kampen in en rond Vorkoeta. Dit complex van symptomen kreeg de aanduiding postconcentratiekampsyndroom of KZ-syndroom. Het syndroom werd waarschijnlijk voor het eerst beschreven in 1954, in een artikel van Hermann en Thygesen.

### Nederland
Het syndroom werd bij overlevenden van de Holocaust in eerste instantie niet algemeen herkend in Nederland, en de lijders eraan, die veelal niet konden werken, moesten terugvallen op een bijstandsuitkering. Pas in 1968 werd er gesproken over een pensioen voor dezen, analoog aan het verzetspensioen dat aan verzetsstrijders werd uitgekeerd. Nadat in 1969 de documentaire van Louis van Gasteren was verschenen, met de titel Begrijpt u nu waarom ik huil... werd de term KZ-syndroom in Nederland bekend. Het bestaan van het syndroom werd in 1971 nog door sommigen ontkend, een van de redenen waarom staatssecretaris Kruisinga een onderzoekscommissie instelde. In 1972 werd door prins Bernhard de eerste paal geslagen voor een kliniek ter behandeling van de lijders aan het syndroom. De kliniek zou komen bij de Jelgersmakliniek in Oegstgeest. De kliniek werd geopend in mei 1973, 28 jaar na het einde van de Tweede Wereldoorlog. In datzelfde jaar kregen de slachtoffers ook recht op een uitkering op grond van de Wet uitkering vervolgden.

## Behandeling
De Nederlandse psychiater Jan Bastiaans werd bekend om zijn hulp aan overlevenden van de Duitse concentratiekampen. De klachten kwamen pas enkele jaren na de Tweede Wereldoorlog naar voren. Mensen beleefden de trauma's opnieuw, vermeden juist te spreken over wat ze hadden meegemaakt. Bastiaans behandelde zijn patiënten onder begeleiding met lsd, vanaf 1965 een verboden middel dat herbeleving van verdrongen herinneringen mogelijk zou maken. In de Opiumwet werd echter voor deze behandeling een uitzondering gemaakt. Nadat hij zijn praktijk staakte, werden er geen nieuwe vergunningen voor afgegeven.
Hoogleraar kinderpsychiatrie David de Levita behandelde veel getraumatiseerde Joodse volwassenen en kinderen. Van 1990 tot 1996 was hij bijzonder hoogleraar transgenerationele oorlogsgevolgen aan de Radboud Universiteit.

## Gevolgen van het syndroom
Wanneer in een gezin één of beide ouders een KZ-syndroom heeft, of op andere manieren de Tweede Wereldoorlog projecteren op kinderen kan dat de kinderen ernstig beschadigen. Deze worden dan wel tweedegeneratieslachtoffers genoemd.